# USS LST-48
O USS LST-48 foi um navio de guerra norte-americano da classe LST que operou durante a Segunda Guerra Mundial.